# Катастрофа на Мартинике (фильм)
«Катастрофа на Мартинике» (фр. La Catastrophe de la Martinique, 1902) — французский короткометражный художественный фильм Фернана Зекка.

## Сюжет
Полотняный задник изображал город Сен-Пьер с возвышающейся над ним горой Пеле. На первом плане было изображено море (ёмкость с водой). Один человек, спрятавшись за горой, жег серу. Другой, при помощи огромного щита направлял дым на декорацию (имитация лавы). Третий человек разбрасывал древесные опилки (пепел). четвёртый человек раскачивал ёмкость с водой имитируя волны и внезапный сильный прилив.

## Художественные особенности
Фильм относится жанру названому Пате «хроники действительных событий».

## Дополнительные факты
- «Во время съемки, человек, который жёг серу, высунул голову из-за горы Пеле, спрашивая у меня (Зекка), свободен ли он… Этот кадр вырезали не изо всех копий…»[1]
- В этом же году Жорж Мельес снял ремейк под названием «Извержение вулкана на Мартинике».